# Delisle (Canada)
Pour les articles homonymes, voir Delisle.
Delisle est une petite ville dans la Saskatchewan au Canada. Elle est à 41 kilomètres au sud de Saskatoon. Fondée en 1907 sur le terrain des frères Delisle, elle regroupait les ouvriers du chantier ferroviaire de la Goose Lake Railway Line. Le secteur agricole est devenu sa principale source de revenus.

## Démographie
| 2001 | 2006 | 2011 | 2016  |
| ---- | ---- | ---- | ----- |
| 884  | 898  | 975  | 1 038 |

## Personnalités liées
Les joueurs de hockey sur glace Max Bentley, Doug Bentley, Reg Bentley, Jack Norris et Chad Starling sont nés à Delisle.